# Podilsko-Vyhurivska
La línea Podilsko-Vyhurivska (en ucraniano: Подільсько-Вигурівська лінія) es una línea perteneciente al Metro de Kiev, actualmente en construcción. Se estima que una vez que terminen las obras contará con 16 estaciones y tendrá una longitud de aproximadamente 20 kilómetros. Esta línea servirá como un alivio importante para los puntos de transferencia existentes. El primer segmento se abrirá después de 2017, y el proyecto se completará en 2030. Esta línea es de color naranja en los mapas.
- Datos: Q2505954
- Multimedia: Podilsko-Vyhurivska Line / Q2505954